# Liste des maires de Vic-en-Bigorre

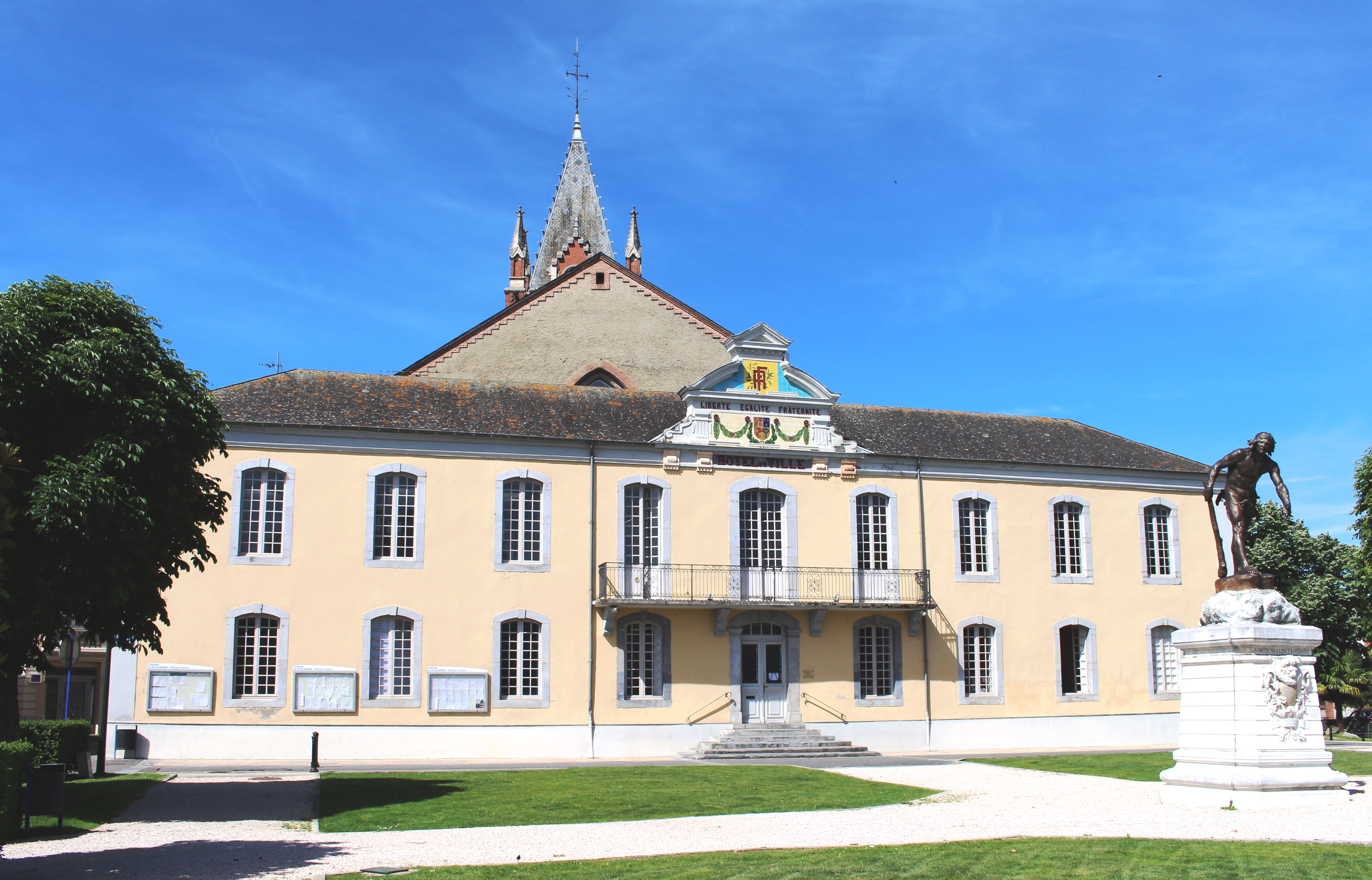
La mairie en 2017.

## Liste des maires
| Période          | Période                  | Identité                            | Étiquette | Qualité |
| ---------------- | ------------------------ | ----------------------------------- | --------- | --- |
| 1781             | novembre 1791            | Dominique Lalanne                   |           | |
| 1791             | 27 octobre 1794          | Jean Suzanne Combessies             |           | |
| 27 octobre 1794  | 10 novembre 1795         | Louis Bouvet                        |           | ancien Consul de Vic |
| 10 novembre 1795 | 27 décembre 1807         | Jean Suzanne Combessies             |           | Agent municipal puis nommé |
| mars 1808        | novembre 1808            | Pierre Taulès de Domecq             |           | intérim |
| 5 novembre 1808  | 20 mars 1815             | Antoine de Pujo-Lengros             |           | |
| 20 mars 1815     | 10 octobre 1815          | Arnaud Larré                        |           | |
| 10 octobre 1815  | 28 mai 1816              | Antoine de Pujo-Lengros             |           | ... |
| mai 1816         | 15 juin 1821             | Jacques Germain Maigné de Sallenave |           | ancien seigneur de Saint-Martin en Barèges et Sombrun                                                                                                |
| 15 juin 1821     | 16 mars 1826             | Germain Pujo                        | ...       | |
| 16 mars 1826     | mai 1828                 | Jean-François Antoine de Pujo-Jû    |           | |
| mai 1828         |                          | Jean-François Laffeuillade          |           | |
|                  |                          | Hyacinthe Lanusse                   |           | |
| juillet 1830     | 1831                     | Jean-François Laffeuillade          |           | doyen de Vic |
|                  | 1834                     | Silhac                              |           | |
| 1834             | 18 novembre 1840         | Jean Dominique Dupont               |           | |
| 18 novembre 1840 | mars 1848                | Louis Dominique Ponsan              |           | |
| mars 1848        | janvier1878              | Philippe Marie Darros               |           | notaire |
| février1878      | février 1881             | Théos Salles                        |           | |
| février 1881     | >1900                    | Joseph Fitte                        | DVD       | |
| 9 février 1893   | 29 septembre 1894        | Eugène Serres                       |           | intérim |
| 1894             | 1915                     | Joseph Fitte                        | DVD       | |
| 12 janvier 1915  | 1919                     | Gustave Rivière                     | DVD       | intérim Président du conseil municipal |
| 1919             | mai 1925                 | Jean Barros                         | DVG       | |
| mai 1925         | 26 décembre 1943 (décès) | Jacques Manuel Fourcade             | URD       | Avocat au barreau de Paris et bâtonnier Sénateur des Hautes-Pyrénées (1927 → 1940) Conseiller général du canton de Vic-en-Bigorre (1919 → 1931)      |
| 1er janvier 1944 | septembre 1944           | Louis Milhet                        |           | |
| septembre 1944   | février 1948             | Bertrand Léopold Sourdaa            | DVD       | |
| février 1948     | mars 1971                | Pierre Guillard                     | MRG       | Représentant commercial |
| mars 1971        | septembre 1974 (décès)   | Louis Fourcade                      | MRG       | Administrateur public |
| octobre 1974     | mars 1977                | Camille Sarthou                     | DVG       | Dentiste |
| mars 1977        | mars 2008                | Claude Miqueu                       | PRG       | Maître de conférences Député de la 3e circonscription des Hautes-Pyrénées (1988 → 1993) Conseiller général du canton de Vic-en-Bigorre (1979 → 2015) |
| mars 2008        | mars 2014                | Jean Bordères                       | DVG       | Agriculteur |
| mars 2014        | En cours                 | Clément Menet                       | UMP-LR    | Chef d'entreprise 2e vice-président de la CC Adour Madiran (2017 → )                                                                                 |